# Hura crepitans
Hura crepitans L. è una pianta appartenente alla famiglia delle Euphorbiaceae. Poiché i suoi frutti esplodono quando sono maturi, ha ricevuto anche il soprannome colloquiale di albero dinamite.

## Descrizione

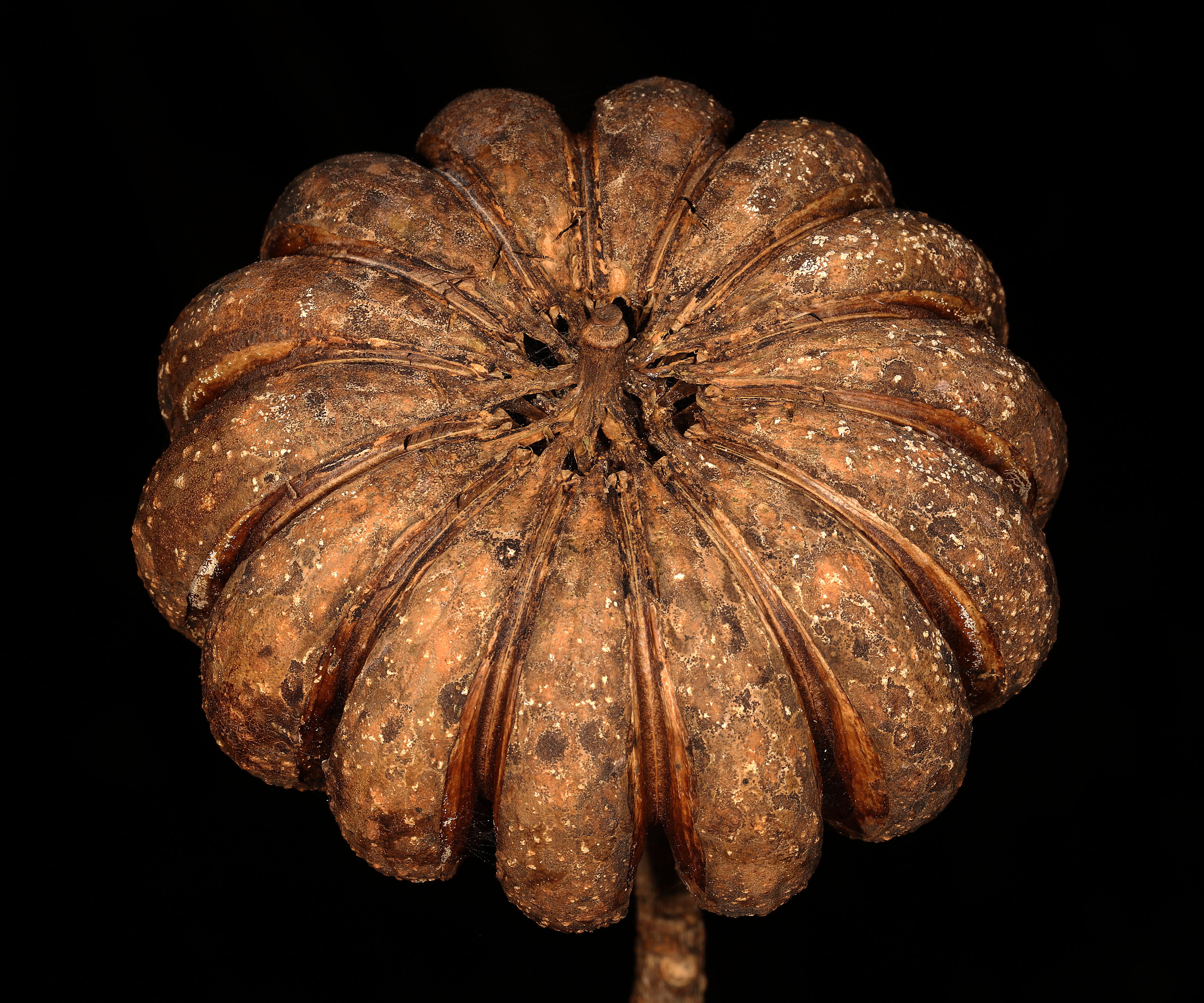
Frutto di H. crepitans

H. crepitans è un albero che può crescere fino a 60 m di altezza, e le sue grandi foglie ovate crescono fino a 60 cm di larghezza. Sono piante monoiche, con fiori rossi senza petali. I fiori maschili crescono su lunghi racemi, mentre quelli femminili crescono isolati nelle ascelle fogliari. Il tronco è ricoperto di spine lunghe e affilate che secernono linfa velenosa. I frutti sono grandi capsule a forma di zucca, lunghe 3–5 cm, di 5–8 cm di diametro, con 16 carpelli disposti radialmente. I suoi semi sono appiattiti e misurano circa 2 cm di diametro. Le capsule esplodono quando sono mature, dividendosi in segmenti e scagliando i semi a una velocità di 70 ms (250 km/h). Si riporta che i semi vengano lanciati fino a 45 m dall'albero, in media a circa 30 m.

## Distribuzione e habitat
H. crepitans è originaria delle regioni tropicali del Nord e Sud America, inclusa la foresta pluviale amazzonica. È presente anche in alcune parti della Tanzania, dove è considerata una specie invasiva.
Questo albero tropicale preferisce climi caldi e umidi, può crescere in penombra o sole pieno. Spesso viene coltivato per creare ombra.

## Usi
Il legno di H. crepitans è sufficientemente leggero per realizzare canoe indigene. Si dice che i pescatori utilizzino la linfa lattiginosa e caustica di questo albero per avvelenare i pesci. I Caribe ricavavano veleno per frecce dalle sue radici. Il legno (chiamato hura) viene utilizzato per realizzare mobili. Prima che venissero inventate forme più moderne di contenitori, le capsule dei semi acerbi degli alberi venivano segate a metà per realizzare dei portasabbia decorativi per la scrittura.
I semi contengono un olio tossico per il consumo ma che può essere trasformato in biodiesel e sapone; i suoi avanzi amidacei possono essere trasformati in mangime per animali dopo la cottura.